# Ceropegia monticola
Ceropegia monticola är en oleanderväxtart som beskrevs av W. W. Smith. Ceropegia monticola ingår i släktet Ceropegia och familjen oleanderväxter. Inga underarter finns listade i Catalogue of Life.